# Chandrapur (dystrykt)
Chandrapur (dystrykt) (marathi चंद्रपूर जिल्हा, ang. Chandrapur district) – jest jednym z trzydziestu pięciu dystryktów indyjskiego stanu Maharasztra. Zajmuje powierzchnię 11 443 km².

## Położenie
Położony jest we wschodniej części tego stanu. Graniczy z dystryktami:
od zachodu z Yavatmal i Wardha,
od  północy z Nagpur i Bhandara,
od wschodu z Gadchiroli,
a od południu ze stanem Andhra Pradesh.
Stolicą dystryktu jest miasto Chandrapur.

## Rzeki
Rzeki przepływające przez obszar dystryktu :
- Andhari
- Irai
- Mul
- Painganga
- Wainganga
- Wardha